# 2013년 대한민국 원전 비리 사건
2013년 원전비리 사건은 대한민국 원자력발전소의 부품 납품과정 중 품질기준에 미달하는 부품들이 시험 성적서가 위조되어 수년 이상 한국수력원자력에 납품되어왔던 것이 2013년에 적발된 사건이다. 부품의 제조업체인 JS전선, 검증기관인 새한티이피, 승인기관인 한국전력기술까지 모두 조직적으로 가담했던 것으로 밝혀져 사회적 여파를 몰고 왔다.

## 결과 및 영향
적발 이후 이들 품질미달 부품들의 정비 및 교체과정으로 인해 해당 부품을 사용한 발전소의 가동 중단 및 가동 예정이였던 건설중인 발전소의 가동이 연기되었다. 이 때문에 전력 대란이 초래돼 산업계에서는 일부 지역의 공장시설 가동이 중단되고, 사무실이나 가정에서는 여름철 냉방장치를 가동하지 못하게 되는 등 피해를 보게 되었다.
전력생산단가가 저렴한 원자력발전소 대신 액화천연가스나 디젤 등의 상대적으로 생산단가가 비싼 발전수단으로 돌려 전력 공백을 매워야 하게 되었다. 총 280만㎾의 원전 2기를 액화천연가스 발전 등으로 대체하면 하루 100억 원이 넘는 비용, 1년이면 약 4조 원이 넘는 비용이 소요되며, 지금까지 비리로 멈춰선 원전 때문에 생긴 손실까지 합하면 피해 규모는 천문학적으로 불어날 것으로 예상된다. 법정에서 인정되고 정부가 공식적으로 추산한 피해금액은 9조 9500억원에 이른다.
원전비리에 가담한 기업들이 수출용 원자력발전소의 부품 검증에도 참여한 것으로 드러나 수출 악영향 및 국제 신뢰도에 악영향을 줄 것이라는 우려가 커지기도 했다. 원전수출 주무부처인 산업통상자원부 관계자는 "국제 원전 입찰시장에서 한국이 그간 쌓아온 신뢰도가 이번 사태로 하락할까 걱정"이라고 말했다.

## 처벌
JS전선 고문에게 징역 15년 형, 새한티이피 대표에게 징역 12년 형의 중형이 구형되었으며, 2013년 12월 6일 선고 공판이 진행되었다.
부산지법 동부지원은 당시 성적서 위조를 주도한 JS전선 엄모 고문에게 사기와 사문서 위조 혐의 등을 적용해 징역 12년의 중형을 선고하였고, JS 전선과 짜고 성적서를 위조한 전 한전기술 처장 김 모 씨와 한수원 송 모 부장에게 징역 5년을 선고하는 등 모두 17명에게 중형을 내렸다.

## 가담업체
- JS전선

LS전선의 자회사로, 한국전력기술 관계자와 짜고 제어 케이블의 성능 검증 시험 성적서를 위조했다. 이에 대해, LS그룹 구자열 회장은 "원전 부품 시험성적서 조작과 담합 등으로 불편을 끼친 데 대해 임직원 모두가 유구무언의 심정으로 통렬히 반성하고 사죄해야 할 것"이라고 말했다.
- 한국전력기술
- 새한티이피

JS전선이 생산한 제어 케이블을 민간 검증업체인 새한티이피가 캐나다 업체에 검사를 맡겼는데, 여기서 보내온 시험 결과에서 불합격 부분을 잘라내 '합격 증명서'로 위조한 사실이 2013년 5월 밝혀졌다.

## 같이 보기
- 박영준 (1960년)